# Eric Carle

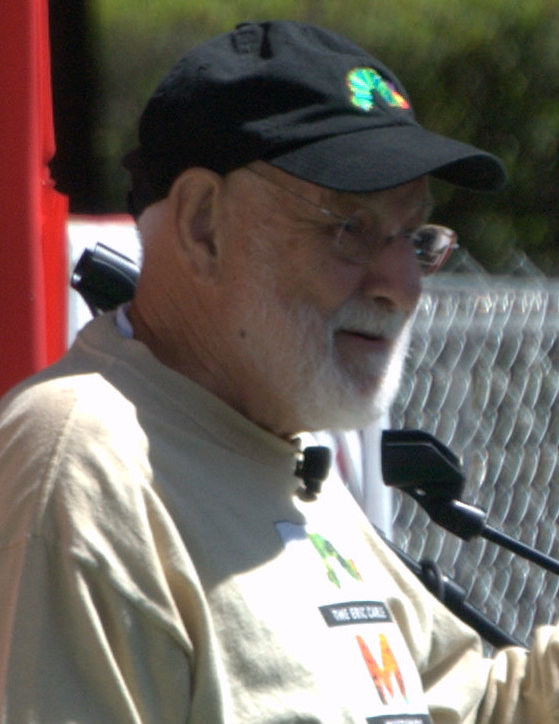
Eric Carle (2009)

Eric Carle (* 25. Juni 1929 in Syracuse, New York; † 23. Mai 2021 in Northampton, Massachusetts) war ein deutsch-US-amerikanischer Kinderbuchautor. Weltweite Bekanntheit erreichte insbesondere sein Bilderbuch Die kleine Raupe Nimmersatt.

## Leben
Seine Eltern waren die deutschen Auswanderer Johanna Oelschläger und Erich Carle, die 1935 wegen Heimweh mit ihm nach Deutschland zurückkehrten. Als der Zweite Weltkrieg ausbrach, wurde sein Vater, an dem er sehr hing, zur Wehrmacht eingezogen und geriet in sowjetische Kriegsgefangenschaft, aus der er 1947 zurückkehrte. Eric Carle wurde im Alter von 15 Jahren zwangsweise als Hitlerjunge an den Westwall abkommandiert, um dort Befestigungen und Schützengräben zu schaufeln. In einem Interview schilderte er erlebte Gräueltaten, wie z. B. die Erschießung von drei Kriegsgefangenen aus der Sowjetunion nur ein paar Meter entfernt von ihm. Von 1935 bis 1952 lebte er in Stuttgart (für einige Monate 1942/43 im Rahmen der Kinderlandverschickung in Schwenningen), wo er das Leibniz-Gymnasium besuchte. Dort studierte er, nachdem er eine anderthalbjährige Ausbildung als Schriftsetzer gemacht hatte, bei Ernst Schneidler an der Akademie der bildenden Künste in Stuttgart und erlernte die Collagetechnik. 1952 kehrte er mit nur 40 $ in der Tasche in die USA zurück und wurde auf Empfehlung von Leo Lionni in der Werbeabteilung der New York Times beschäftigt. Aufgrund der Wehrpflicht in den USA während des Koreakrieges wurde er eingezogen und als Soldat der US-Army zwei Jahre lang in Deutschland stationiert, wo er seine erste Frau Dorothea Wohlenberg kennenlernte, die er nach der Rückkehr in die USA im Jahr 1954 heiratete. 1956 wechselte er von der New York Times zu einer Werbeagentur, die Werbung für Medikamente machte und bei der er bis 1963 blieb. Danach war er freiberuflich als Grafiker und Illustrator tätig und kreierte überwiegend Buchumschläge und Anzeigen.
Das erste Kinderbuch, das Carle illustrierte, war Brauner Bär, wen siehst denn du? von Bill Martin aus dem Jahr 1967. 1968 veröffentlichte er sein erstes Bilderbuch (1, 2, 3 ein Zug zum Zoo). Kurz darauf erschien 1969 das Bilderbuch Die kleine Raupe Nimmersatt, mit dem er seinen internationalen Erfolg als Kinderbuchautor und -illustrator begründete. Carles Bilderbücher sind gekennzeichnet durch großflächige bunte Collagen. Carles Arbeitsmethode blieb immer gleich, er pinselte Farben aufs Seidenpapier und verwischte sie; nach der Trocknung ordnete er das Papier in Schubladen, um später Collagen zu kleben. Er veröffentlichte mehr als 70 Bücher, von denen über 150 Millionen Exemplare auf der ganzen Welt verkauft wurden.
Von 1988 bis 2002 lebte Eric Carle in Northampton im US-amerikanischen Bundesstaat Massachusetts. 2002 eröffnete er ein Museum für Bilderbuchkunst in Amherst (Massachusetts). Im gleichen Jahr bezog er eine Villa auf den Florida Keys und verkaufte sein Haus in Northampton. Im Jahr 2015 starb seine zweite Frau, mit der er seit 1973 verheiratet gewesen war. Zeit seines Lebens war Carle Deutschland eng verbunden und sprach fließend Deutsch mit deutlichem schwäbischen Einschlag. Seine jüngere Schwester Christa Bareis, der Carle das Bilderbuch Die kleine Raupe Nimmersatt widmete, wohnt in Leonberg bei Stuttgart.
Im Mai 2021 starb Eric Carle an Nierenversagen. Er hinterließ eine Tochter und einen Sohn aus seiner ersten Ehe.

## Auszeichnungen (Auswahl)
- 2016: Honorary Degree from Williams College, Williamstown, MA.
- 2015: Honorary Degree from Amherst College, Amherst, MA.
- 2014: Honorary Degree from Smith College, Northampton, MA.
- 2013: Honorary Degree from Appalachian State University, Boone, NC.
- 2013: Great Friend to Kids Awards, Association of Children’s Museums, Pittsburgh, PA.
- 2010:The Original Art Lifetime Achievement Award from the Society of Illustrators, New York, NY
- 2008: Kurt Vonnegut Jr. Literature Award presented by the Indianapolis-Marion County Public Library, Indianapolis, IN.
- 2007: Honorary Degree from Bates College, Lewiston, ME.
- 2007: The NEA Foundation Award for Outstanding Service to Public Education.
- 2006: John P. McGovern Award in Behavioral Sciences, Smithsonian Institution.
- 2004: Honorary Degree from Western New England College, Springfield, MA[13]
- Bologna Ragazzi Award:
  - 1970: Premio Grafico Fiera di Bologna per l’Infanzia für 1, 2, 3 ein Zug zum Zoo
  - 1986: lobende Erwähnung für Papa, bitte hol für mich den Mond vom Himmel
- Im Jahre 2001 wurde er mit dem Verdienstkreuz der Bundesrepublik Deutschland für sein künstlerisches Schaffen und die Vermittlung zwischen den Kulturen ausgezeichnet.
- Im Jahre 2003 erhielt er den Laura Ingalls Wilder Award der American Library Association für große Verdienste in der Kinderliteratur.
- Am 8. Mai 2010 wurde Eric Carle von Ministerpräsident Stefan Mappus mit dem Verdienstorden des Landes Baden-Württemberg ausgezeichnet.

Die in Hongkong vorkommende Springspinne Uroballus carlei wurde nach ihm benannt.

## Werke (Auswahl)
- Bill Martin (Illustrationen von Eric Carle): Brauner Bär, Brauner Bär, wen siehst denn Du? Gerstenberg, Hildesheim 1967, ISBN 978-3-8369-4202-7.
- 1, 2, 3 ein Zug zum Zoo (1968), Gerstenberg Verlag, ISBN 978-3-8067-5132-1.
- Die kleine Raupe Nimmersatt (1969), Gerstenberg Verlag, ISBN 978-3-8369-4259-1.
- Das Pfannkuchenbuch (1970), Gerstenberg Verlag, ISBN 978-3-8067-5056-0.
- Nur ein kleines Samenkorn (1970), Gerstenberg Verlag, ISBN 3-8067-4346-0.
- Die kleine Maus sucht einen Freund (1971), Gerstenberg Verlag, ISBN 978-3-8369-4691-9.
- Das Geheimnis der acht Zeichen (1972), Gerstenberg Verlag, ISBN 978-3-8369-4237-9.
- Theobald der Brezelbäcker (Walter the Baker) (1972), Gerstenberg Verlag, ISBN 978-3-8369-5456-3.
- Abends aß Artur Ananas (1974), Gerhard Stalling Verlag, ISBN 3-7979-2219-1.
- Der kleine Käfer Immerfrech (1977), Gerstenberg Verlag, ISBN 978-3-8369-4276-8.
- Tschip hat viele Brüder (1983), Text von Hans Baumann, Gerstenberg Verlag, ISBN 978-3-8067-4012-7.
- Chamäleon Kunterbunt (1984), Gerstenberg Verlag, ISBN 978-3-8369-4250-8.
- Die kleine Spinne spinnt und schweigt (1984), Gerstenberg Verlag, ISBN 978-3-8369-4150-1.
- Gute Reise, bunter Hahn (1984), Gerstenberg Verlag, ISBN 978-3-8067-4941-0.
- Papa, bitte hol für mich den Mond vom Himmel (1986), Gerstenberg Verlag, ISBN 978-3-8067-4220-6.
- Wo mag nur meine Katze sein (1989), Gerstenberg Verlag, ISBN 978-3-8067-4014-1.
- Mal mir einen Stern (1993), Gerstenberg Verlag, ISBN 978-3-8067-4679-2.
- Kleine Wolke (1996), Gerstenberg Verlag, ISBN 978-3-8067-4983-0.
- Von Kopf bis Fuß (1997), Gerstenberg Verlag, ISBN 978-3-8369-4923-1.
- Das kleine Glühwürmchen (1997), Gerstenberg Verlag, ISBN 978-3-8369-4218-8.
- Hallo roter Fuchs (1998), Gerstenberg Verlag, ISBN 978-3-8067-4239-8.
- Klick musst du machen, kleiner Käfer (2000), Gerstenberg Verlag, ISBN 978-3-8067-4266-4.
- Und heut ist Montag (2002), Gerstenberg Verlag, ISBN 978-3-8067-4126-1.
- Ganz, ganz langsam, sagte das Faultier (2002), Gerstenberg Verlag, ISBN 978-3-8067-4982-3.
- Herr Seepferdchen (2005), Gerstenberg Verlag, ISBN 978-3-8369-5069-5.
- 10 kleine Gummienten (2005), Gerstenberg Verlag, ISBN 978-3-8067-5081-2.
- Mein allererstes Buch der Farben (2007), Gerstenberg Verlag, ISBN 978-3-8369-5151-7.
- Mein allererstes Buch der Wörter (2008), Gerstenberg Verlag, ISBN 978-3-8369-5182-1.
- Ein Kuss für den kleinen Käfer Immerfrech (2021), Gerstenberg Verlag, ISBN 978-3-8369-6107-3.

Die NDR-Dokumentation „Die Rauper Nimmersatt“ von dem Autor Mathias Frick zeigt eine 26-minütige Dokumentation über Eric Carles Arbeitsweise und sein Werk „Die kleine Raupe Nimmersatt“.